# Liste des arbres les plus anciens

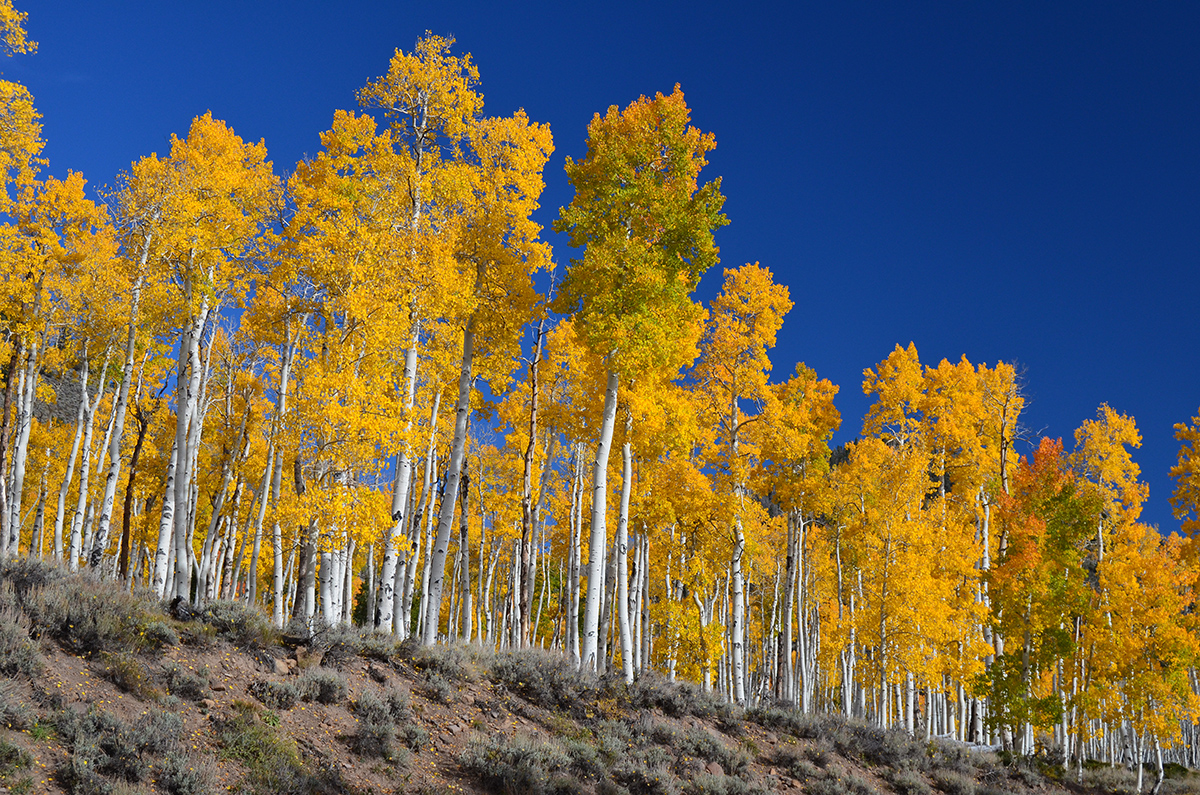
Pando, une colonie de peupliers faux-trembles vieille de 80000 ans, est le plus ancien arbre clonal connu, situé dans l'Utah, aux États-Unis.

Cet article recense les arbres les plus anciens connus, dont l'âge est confirmé par des sources fiables. Il existe plusieurs définitions de ce qui constitue un arbre individuel. De plus, l'âge des arbres peut être estimé de différentes façons. Ces méthodes comprennent le prélèvement de carottes pour dénombrer les cernes. Pour ces raisons, l'article présente trois listes des « arbres les plus anciens », chacune utilisant des critères différents. 
Les arbres des trois tableaux d'arbres suivants sont classés par âge et par espèce. Le premier tableau comprend les arbres pour lesquels un âge minimum a pu être directement déterminé, soit par comptage ou recoupement des cernes des arbres, soit par datation au carbone 14. Beaucoup de ces arbres pourraient être encore plus âgés que l'âge estimé, mais la partie la plus ancienne du bois de l'arbre est souvent pourrie. Pour certains arbres, une grande partie du centre du tronc est manquante et leur âge ne peut pas être déterminé directement. Au lieu de cela, des estimations sont faites en fonction de la taille de l'arbre et du taux de croissance présumé. Le deuxième tableau comprend des arbres avec ces âges estimés suivant la taille et le taux de croissance présumé. Le dernier tableau répertorie les colonies clonales dans lesquelles aucun tronc d'arbre individuel ne peut être remarquablement âgé, mais dont l'organisme dans son ensemble peut être considéré comme très ancien. 
Les détenteurs actuels de records pour les arbres individuels non clonaux sont les pins Bristlecone de Californie et du Nevada, aux États-Unis. Grâce au croisement des cernes d'arbre, il a été démontré qu'ils datent de près de cinq millénaires. 
Une colonie clonale peut survivre beaucoup plus longtemps qu'un arbre individuel. Une colonie de 47 000 peupliers faux-trembles (surnommés Pando), couvrant 43 ha dans la forêt nationale de Fishlake (en) en Utah, est considérée comme l'un des organismes les plus anciens et les plus grands du monde. On estime que la colonie a 80 000 ans, bien que les carottes de cernes d'arbres indiquent des arbres individuels âgés en moyenne d'environ 130 ans,,,. Une colonie de pins Huon couvrant un hectare sur le mont Read (Tasmanie) est estimée à environ 10 000 ans. Cet âge a été estimé grâce à des échantillons d'ADN de pollen trouvés dans les sédiments d'un lac voisin. Les arbres individuels de ce groupe ne datent pas de plus de 4 000 ans, d'après les échantillons de cernes.

## Arbres individuels avec âges vérifiés
| Nom                   | Âge (ans) | Espèce                                       | Emplacement                                       | Pays       | Remarques |
| --------------------- | --------- | -------------------------------------------- | ------------------------------------------------- | ---------- | --- |
| Gran Abuelo           | 5848      | lahuán Fitzroya cupressoides                 | Cordillera Pelada, Los Ríos                       | Chili      | Vivant. Situé dans le Parc national Alerce Costero. |
| Prometheus (WPN-114)  | 4 900+    | Pin Bristlecone Pinus longaeva               | Pic Wheeler (Nevada), Nevada                      | États-Unis | Abattu par Donald Rusk Currey (en) en 1964. |
| Mathusalem            | 4 855     | Pin Bristlecone Pinus longaeva               | White Mountains                                   | États-Unis | Mort |
| CBR26                 | 3 266     | Séquoia géant Sequoiadendron giganteum       | Sierra Nevada, Californie                         | États-Unis | Mort |
| D-21                  | 3 220     | Séquoia géant Sequoiadendron giganteum       | Sierra Nevada, Californie                         | États-Unis | Mort |
| D-23                  | 3 075     | Séquoia géant Sequoiadendron giganteum       | Sierra Nevada, Californie                         | États-Unis | Mort |
| CMC 3                 | 3 033     | Séquoia géant Sequoiadendron giganteum       | Sierra Nevada, Californie                         | États-Unis | Mort |
| Genévrier de Scofield | 2 675     | Genévrier occidental Juniperus occidentalis  | Sierra Nevada, Californie                         | États-Unis | Mort |
| BLK227                | 2 625     | Cyprès chauve Taxodium distichum             | Three Sisters Cove, Black River (North Carolina)  | États-Unis | [ 10 ] |
| CB-90-11              | 2 463     | Pin aristé Pinus aristata                    | Centre du Colorado                                | États-Unis | [ 11 ] |
| Baobab de Panke       | 2 419     | Baobab africain Adansonia digitata           | Matabeleland North                                | Zimbabwe   | Mort en 2011 ; le plus ancien angiosperme connu. |
| Jaya Sri Maha Bodhi   | 2 305     | Figuier des pagodes Ficus religiosa          | Anuradhapura, Province du Centre-Nord (Sri Lanka) | Sri Lanka  | Un jeune arbre de l'Arbre de la Bodhi sous lequel le Buddha s'est assis. Il a été planté en 288 av. J.-C. et est le plus ancien arbre vivant planté par l'homme au monde dont la date de plantation est connue. |
| ?                     | 2 200     | Séquoia sempervirent Sequoia sempervirens    | Nord de la Californie                             | États-Unis | mort |
| Genévrier de Bennett  | 2 200     | Genévrier occidental Juniperus occidentalis  | Sierra Nevada, Californie                         | États-Unis | |
| SHP 7                 | 2 110     | Pin de Balfour Pinus balfouriana             | Sierra Nevada Californie                          | États-Unis | |
| BLK232                | 2 089     | Cyprès chauve Taxodium distichum             | Three Sisters Cove, Black River (North Carolina)  | États-Unis | |
| ?                     | 1 947     | Mélèze subalpin Larix lyallii                | District d'amélioration de Kananaskis, Alberta    | Canada     | [ 12 ] |
| CRE 175               | 1 889     | Genévrier des Rocheuses Juniperus scopulorum | Nord du Nouveau-Mexique                           | États-Unis | |
| Genévrier de Miles    | 1 832     | Genévrier occidental Juniperus occidentalis  | Sierra Nevada, Californie                         | États-Unis | [ 13 ] |
| Jōmon sugi            | 1 809     | Cryptomeria japonica                         | Yaku-shima                                        | Japon      | [ 14 ] |
| KET 3996              | 1 723     | Pin flexible Pinus flexilis                  | Ketchum (Idaho)                                   | États-Unis | [ 15 ] |
| BFR-46                | 1 697     | Pin flexible Pinus flexilis                  | Chaîne Wasatch, Utah                              | États-Unis | |
| FL117                 | 1 682     | Thuya occidental Thuja occidentalis          | Ontario                                           | Canada     | [ 16 ] |
| ERE                   | 1 670     | Pin flexible Pinus flexilis                  | Nord du Nouveau-Mexique                           | États-Unis | |
| RCR 1                 | 1 666     | Pin de Balfour Pinus balfouriana             | Sierra Nevada, Californie                         | États-Unis | |
| ?                     | 1 661     | Pin flexible Pinus flexilis                  | South Park (Park County, Colorado)                | États-Unis | |
| BBL 2                 | 1 649     | Pin de Balfour Pinus balfouriana             | Sierra Nevada, Californie                         | États-Unis | |
| BCK 69                | 1 654     | Cyprès chauve Taxodium distichum             | Bladen County, North Carolina                     | États-Unis | [ 17 ] |
| ?                     | 1 636     | Cyprès de Nootka Callitropsis nootkatensis   | Vancouver Island                                  | Canada     | |
| FL101                 | 1 567     | Thuya occidental Thuja occidentalis          | Ontario                                           | Canada     | |
| ?                     | 1 542     | Pin flexible Pinus flexilis                  | Centre du Colorado                                | États-Unis | |
| ?                     | 1 500     | Genévrier de Phénicie Juniperus phoenicea    | Gorges de l'Ardèche                               | France     | [ 18 ] |

## Arbres anciens avec âges estimés
| Nom                                         | Âge (ans)   | Espèce                                         | Emplacement                                                                    | Pays                 | Remarques |
| ------------------------------------------- | ----------- | ---------------------------------------------- | ------------------------------------------------------------------------------ | -------------------- | --- |
| ?                                           | 1 993       | Pin bristlecone Pinus longaeva                 | White Mountains (Californie) (en)                                              | États-Unis           | Arbre carotté par Edmund Schulman, âge déterminé par Tom Harlan. Cependant, la carotte est manquante et la date n'est pas confirmée. |
| If de Llangernyw                            | 4 000–5 000 | If commun Taxus baccata                        | Llangernyw, Conwy                                                              | Pays de Galles       | Circonférence de 10,75 m. Située dans le cimetière de l'église St Dygain du village de Llangernyw. Un des 50 grands arbres britanniques. |
| Sarv-e Abarkuh                              | 4 500       | Cyprès commun Cupressus sempervirens           | Abarkuh, Yazd                                                                  | Iran                 | . |
| Gümeli Porsuğu                              | 4 115       | If commun Taxus baccata                        | Zonguldak                                                                      | Turquie              | Vivant, trouvé en 2016,. |
| Le vieil If                                 | 4 000       | If commun Taxus baccata                        | Tisbury, Wiltshire                                                             | Angleterre           | 37 pieds de circonférence. Situé dans le cimetière de l'église de St John's, à Tisbury. Daté au carbone par David Bellamy. |
| Le Sénateur                                 | 3 500       | Cyprès des marais Taxodium ascendens           | Longwood (Floride)                                                             | États-Unis           | Décédé en janvier 2012 des suites d'un incendie d'origine humaine,. |
| Olivier de Mouchão (KNJ1/601)               | 3 350       | Olivier Olea europaea                          | Mouriscas, Abrantes                                                            | Portugal             | Vivant,. |
| Le Président                                | 3 200       | Séquoia géant Sequoiadendron giganteum         | Sierra Nevada, Californie                                                      | États-Unis           | Vivant |
| If de Fortingall                            | 3 000       | If commun Taxus baccata                        | Fortingall, Perthshire                                                         | Écosse               | Vivant. Probablement le plus vieil arbre de Grande-Bretagne[réf. non conforme],. |
| Arbre sacré d'Alishan                       | 3 000       | Cyprès de Taïwan Chamaecyparis formosensis     | Alishan National Scenic Area, Comté de Chiayi                                  | Taïwan               | S'est effondré le 1er juillet 1997, à la suite de fortes pluies. |
| S’Ozzastru                                  | 3 000–4 000 | Olivier Olea europaea                          | Luras, Sardaigne                                                               | Italie               | [ 31 ] |
| Patriarca da Floresta (pt)                  | 3 020       | Cariniana legalis                              | Santa Rita do Passa Quatro, São Paulo                                          | Brésil               | Vivant. Probablement le plus ancien non conifère du Brésil. Son nom se traduit par « Patriarche de la forêt ». Situé dans le parc de l'État de Vassununga (en). |
| Arbre de pluie                              | 3 000       | Pin bristlecone Pinus longaeva                 | Spring Mountains, Nevada                                                       | États-Unis           | Pin Bristlecone du Grand Bassin, situé près de Kyle Canyon dans la chaîne de montagnes Spring, dans le sud du Nevada, aux États-Unis. Estimé à 3 000 ans mais jamais carotté. |
| Oliveira de Santa Iria de Azóia             | 2 850       | Olivier Olea europaea                          | Santa Iria de Azoia, Loures, Lisbon                                            | Portugal             | Magnifique olivier, probablement le dernier d'une grande oliveraie. Étudié par UTAD University et maintenant classé « Arbre de l'intérêt public » par la Autorité nationale portugaise des forêts[PDF] ; Tree ID. |
| Mère de la forêt                            | 2 520       | Séquoia géant Sequoiadendron giganteum         | Calaveras Big Trees State Park, Californie                                     | États-Unis           | Mort |
| General Sherman                             | 2 300–2 700 | Séquoia géant Sequoiadendron giganteum         | Giant Forest, Parc national de Sequoia                                         | États-Unis           | Vivant avec une hauteur de 83,8 mètres, un diamètre de 11 m à sa base, et un Tronc (botanique) d'un volume de 1,487 m3, il est l'un des plus grands, des plus larges et des plus durables de tous les arbres de la planète. Il détient le record de volume et de masse pour un arbre mais pas celui de hauteur, ni de circonférence. |
| Kayano Ōsugi                                | 2 300       | Cèdre du Japon Cryptomeria japonica            | Yamanaka Onsen, Préfecture d'Ishikawa                                          | Japon                | Circonférence de 9,6 m. L'un des quatre arbres sacrés dans l'enceinte d'un sanctuaire shinto. Son nom se traduit par « Grand Sugi de Kayano ». |
| Jōmon Sugi                                  | 2 170–7 200 | Cèdre du Japon Cryptomeria japonica            | Yaku-shima                                                                     | Japon                | Circonférence de 16,4 m. Le centre du tronc a disparu, empêchant une datation exacte. Son nom fait référence à la période Jōmon de la préhistoire japonaise,. |
| Koca Katran                                 | 2 022       | Cèdre du Liban Cedrus libani                   | Antalya                                                                        | Turquie              | Vivant |
| Ballyconnell Yew                            | 2 000–5 000 | If commun Taxus baccata                        | Ballyconnell, Annagh                                                           | Irlande (île)        | Plus vieil arbre d'Irlande.[réf. nécessaire] |
| Olivier de Voúves                           | 2 000–5 000 | Olivier Olea europaea                          | Áno Voúves, Crète                                                              | Grèce                | . |
| Châtaignier des cent chevaux                | 2 000–4 000 | Châtaignier commun Castanea sativa             | Sicile                                                                         | Italie               | Vivant, bien que séparé en plusieurs troncs. Situé sur les pentes de l'Etna. |
| Ulleungdo Hyangnamu                         | 2 000–3 000 | Genévrier de Chine Juniperus chinensis         | District de Ulleung, Gyeongbuk                                                 | Corée du Sud         | Circonférence de 4,5 m. L'une des branches principales a été cassée en 1985 par le typhon « Brenda ». |
| Lady Liberty                                | 2 000       | Cyprès chauve Taxodium distichum               | Longwood, Florida                                                              | États-Unis           | Parfois appelé « Sénateur ». |
| Tnjri                                       | 2 000       | Platane d'Orient Platanus orientalis           | Martouni (région)                                                              | République d'Artsakh | Plus vieil arbre d'Azerbaïdjan. Son tronc est creux. Aussi connu sous le nom de « l'arbre de Sose ». |
| Stara maslina                               | 2 000       | Olivier Olea europaea                          | Stari Bar, Bar                                                                 | Monténégro           | |
| Grand Chêne de Pechanga                     | 2 000       | Chêne de Californie Quercus agrifolia          | Temecula, Californie                                                           | États-Unis           | Plus vieux chêne des États-Unis. |
| ?                                           | 2 000       | Olivier Olea europaea                          | Tavira, Algarve                                                                | Portugal             | Peut-être le plus vieil olivier du Portugal. |
| Tejo Milenario                              | 2 000       | If commun Taxus baccata                        | Cazorla, Jaén                                                                  | Espagne              | Plus vieil arbre d'Espagne. |
| ?                                           | 2 000       | Olivier Olea europaea                          | Exo Hora, Zante                                                                | Grèce                | [ 41 ] |
| ?                                           | 2 000       | If commun Taxus baccata                        | Sotchi, Kraï de Krasnodar                                                      | Russie               | Plusieurs individus âgés 2 000 ans sont connus dans ce peuplement. |
| Houkisugi de Nakagawa                       | 2 000       | Cèdre du Japon Cryptomeria japonica            | Nakagawa Settlement, Yamakita, District d'Ashigarakami, Préfecture de Kanagawa | Japon                | |
| Olivier millénaire de Roquebrune-Cap-Martin | 2 000       | Olivier Olea europaea                          | Roquebrune-Cap-Martin                                                          | France               | Probablement le plus vieil arbre de France. |
| Mathusalem                                  | 1 800       | Séquoia sempervirent Sequoia sempervirens      | Woodside, Californie                                                           | États-Unis           | [ 44 ] |
| Araucaria Madre                             | 1 800       | Araucaria du Chili Araucaria araucana          | Région de l'Araucanie                                                          | Chili                | Situé dans le Parc nacional Conguillío. |
| Chêne de Granit                             | 1 700       | Chêne pédonculé Quercus robur                  | Granit                                                                         | Bulgarie             | |
| Kongeegen                                   | 1 500–2 000 | Chêne pédonculé Quercus robur                  | Jægerspris Nordskov, Zealand                                                   | Danemark             | [ 46 ] |
| Chêne de Stelmužė                           | 1 500-2 000 | Chêne pédonculé Quercus robur                  | Stelmužė, Zarasai                                                              | Lithuanie            | Plus vieil arbre des pays baltes. Peut-être le plus vieux Chêne d'Europe. |
| If d’Estry                                  | 1 600       | If commun Taxus baccata                        | Vire                                                                           | France               | [ 43 ] |
| L'if millénaire                             | 1 500       | If commun                                      | Forêt du Maljon à Crémines, canton de Berne                                    | Suisse               | un des plus vieux arbres de Suisse |
| La vieille aubépine                         | 1 500       | Aubépine Crataegus monogyna                    | Saint-Mars-sur-la-Futaie, Mayenne                                              | France               | Un des arbres les plus anciens de France. |
| Genévrier de Jardine                        | 1 500       | Genévrier des Rocheuses Juniperus scopulorum   | Logan Canyon, Utah                                                             | États-Unis           | [ 48 ] |
| Árbol del Tule                              | 1 433–1 600 | Cyprès des marais Mexicain Taxodium mucronatum | Santa María del Tule, Oaxaca                                                   | Mexique              | |
| Te Matua Ngahere                            | 1 200–4 000 | Kaori Agathis australis                        | Waipoua Forest, Northland                                                      | Nouvelle-Zélande     | Plus vieil arbre de Nouvelle-Zélande. Son nom peut être traduit en « Père de la forêt ». |
| Chêne d’Allouville                          | 1 200       | Chêne pédonculé Quercus robur                  | Allouville-Bellefosse                                                          | France               | [ 43 ] |

## Arbres clonaux
Comme pour toutes les espèces végétales et fongiques à longue durée de vie, aucune partie individuelle d'une colonie clonale n'est vivante (au sens de métabolisme actif) pendant plus d'une très petite fraction de la vie du clone entier. Certaines colonies clonales peuvent être entièrement connectées via leurs systèmes racinaires, tandis que la plupart ne sont pas réellement interconnectées, mais sont des clones génétiquement identiques qui ont peuplé une zone par reproduction végétative. L'âge des colonies clonales, souvent basé sur les taux de croissance actuels, est une estimation[réf. nécessaire].
| Nom          | Âge (ans)      | Espèce                                    | Emplacement                              | Pays       | Remarques |
| ------------ | -------------- | ----------------------------------------- | ---------------------------------------- | ---------- | --- |
| Pando        | 14000          | Peuplier faux-tremble Populus tremuloides | Forêt nationale de Fishlake, Utah        | États Unis | Couvre 43 hectares et compte environ 47 000 arbres (âge moyen 130 ans), qui meurent continuellement et sont renouvelés par les racines. Il s'agit également de l'organisme le plus lourd connu, pesant 6 000 tonnes. Une étude de 1996 faisait état d'un âge potentiel jusqu'à 1 000 000 d'années, les dernières études avec simulations probabilistes font apparaitre la possibilité d'un établissement de la colonie aux alentours de 14000 ans AP. |
| Chêne Jurupa | 13 000         | Chêne Palmer Quercus palmeri              | Monts Jurupa, Californie                 | États Unis | |
| Vieux Tjikko | 9 550          | Epicéa commun Picea abies                 | Parc national de Fulufjället, Dalécarlie | Suède      | L'âge des arbres individuels ne dépassent pas plus de 600 ans, l'âge de 9 550 ans est celui du système racinaire,. Cet âge a été établi en utilisant la datation au carbone et l'appariement génétique. Ailleurs dans les montagnes de Fulu, 20 épicéas ont été trouvés âgés de plus de 8 000 ans. |
| Vieux Rasmus | 9 500          | Épicéa commun Picea abies                 | Parc national de Sonfjället, Härjedalen  | Suède      | [réf. non conforme] |
| inconnue     | 3 000 à 10 000 | Pin Huon Lagarostrobos franklinii         | Mount Read, Tasmanie                     | Australie  | Plusieurs mâles génétiquement identiques qui se sont reproduits végétativement. Bien que des arbres isolés dans ce peuplement aient environ 3 000 à 4 000 ans, le peuplement lui-même en tant qu'organisme unique existe depuis 10 000 ans. |

## Voir également
- Liste d'arbres remarquables
- Liste des plus grands arbres
- Arbre remarquable
- Sénescence négligeable

## Remarques
1. ↑  On ne sait pas exactement quand l'âge de Mathusalem a été déterminé, mais « il semble probable que l'arbre avait 4 789 cernes (datés) à l'été 1957 »[9]. The age given here is based on this reference point.